# Bobby Sippio
Robert Lee "Bobby" Sippio, Jr. (4 de diciembre de 1980 en Orlando, Florida) es un exjugador profesional de fútbol americano jugaba en la posición de wide receiver para Orlando Predators en la Arena Football League. Firmó para Peoria Pirates en 2002. Jugó como colegial en Western Kentucky.
También participó con Greensboro Prowlers, Dallas Desperados, Tampa Bay Storm, Chicago Rush y Orlando Predators en la Arena Football League, Chicago Slaughter de la Indoor Football League, Miami Dolphins, Kansas City Chiefs y Detroit Lions en la National Football League, California Redwoods y Florida Tuskers en la United Football League.

## Estadísticas UFL

### Temporada regular
| Temporada | Equipo | Tkl | Ast | Tot | Sck | Yds | FF |
| --------- | ------ | --- | --- | --- | --- | --- | -- |
| 2009      | CAR    | 1   | 0   | 1.0 | 0.0 | 0   | 0  |

### Postemporada
| Temporada | Equipo | No | Yds | Avg  | TD | Lg |
| --------- | ------ | -- | --- | ---- | -- | -- |
| 2009      | FLT    | 1  | 14  | 14.0 | 0  | 14 |